# Saint-Clément-de-Régnat
Saint-Clément-de-Régnat è un comune francese di 516 abitanti situato nel dipartimento del Puy-de-Dôme nella regione dell'Alvernia-Rodano-Alpi.

## Società

### Evoluzione demografica
Abitanti censiti